# Canadian Journal of Ophthalmology
Canadian Journal of Ophthalmology. Journal Canadien d'Ophtalmologie (skrót: Can J Ophthalmol) – naukowe czasopismo okulistyczne wydawane w Kanadzie od 1966 roku. Oficjalny organ Kanadyjskiego Towarzystwa Okulistycznego (ang. Canadian Ophthalmological Society, fr. Société canadienne d’ophtalmologie). Dwumiesięcznik.
Czasopismo jest recenzowane i publikuje prace oryginalne z obszaru okulistyki i nauki o widzeniu. Wydawcą jest koncern Elsevier. Redaktorem naczelnym jest Varun Chaudhary – profesor okulistyki związany z Uniwersytetem McMastera.
Pismo ma współczynnik wpływu impact factor (IF) wynoszący 1,314 (2017). W międzynarodowym rankingu SCImago Journal Rank (SJR) mierzącym wpływ i znaczenie poszczególnych czasopism naukowych „Canadian Journal of Ophthalmology" zostało w 2017 sklasyfikowane na 49. miejscu wśród czasopism okulistycznych.
W polskich wykazach czasopism punktowanych przez Ministerstwo Nauki i Szkolnictwa Wyższego publikacja w tym czasopiśmie otrzymywała kolejno: 20 punktów (lata 2013–2016) oraz 70 pkt (2019).